# Chaetomium macrostiolatum
Chaetomium macrostiolatum är en svampart som beskrevs av Stchigel, K. Rodr. & Guarro 2002. Chaetomium macrostiolatum ingår i släktet Chaetomium och familjen Chaetomiaceae.   Inga underarter finns listade i Catalogue of Life.